# Tractat de Rastatt
El Tractat de Rastatt fou un tractat internacional signat a Rastatt (marcgraviat de Baden) el 7 de març de 1714 entre Àustria i França, el qual posà fi a la Guerra de Successió Espanyola i completà el Tractat d'Utrecht que Àustria encara no volia acceptar. Els partits van començar les negociacions al 26 de novembre de 1713 i van signar-lo el 6 o el 7 de març de 1714. Va seguir encara un tercer tractat, el tractat de Baden al setembre del mateix any, per a reglar les darreres desavinences entre França i el Sacre Imperi Romanogermànic.
Els tractadors n'eren Claude Louis Hector de Villars per a França i Eugeni de Savoia per a l'emperador austríac. Àustria va obtenir Breisach am Rhein, Friburg de Brisgòvia i Kehl, els Països Baixos espanyols, Sardenya i les possessions de la corona espanyola a Itàlia: el ducat de Milà, el ducat de Màntua i el Regne de Nàpols. França havia de retirar-se de tots els territoris ocupats al marge dret del Rin però podia quedar-se la ciutat fortificada de Landau. L'emperador havia de tornar les possessions als aliats francesos, el príncep-elector Maximilià II Manuel de Baviera i l'arquebisbe de Colònia, Josep Climent de Baviera.
Aquest tractat va ser el primer tractat redactat en francès. Tot i haver-hi una clàusula que diu que això no podria considerar-se com un precedent, va ser l'inici de l'ús del francès com a llengua franca de la diplomàcia.